# Chaton (botanique)
Pour les articles homonymes, voir Chaton.

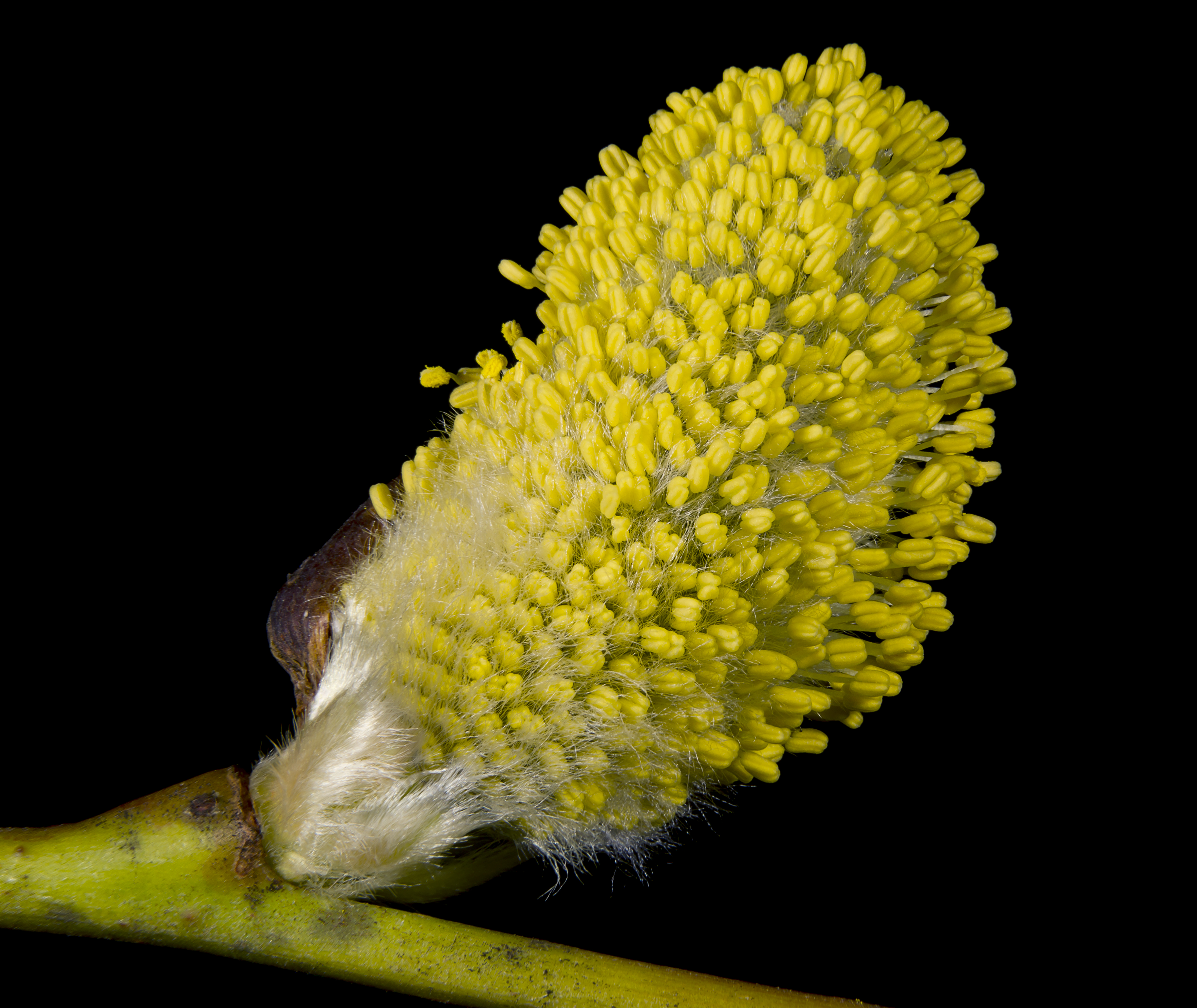
Chaton mâle de saule.

En botanique, le chaton est une inflorescence souple, généralement pendante, caractéristique de certains arbres appartenant aux familles des Salicacées, des Fagacées, des Bétulacées, des Moracées et des Pinaceae.

## Étymologie
Ce terme, qui désigne une inflorescence en épi visible sur la branche d'un arbre, évoque, selon le dictionnaire de l'Académie française, la queue d’un chat.

## Présentation
Ces plantes qui portent des chatons en guise de fleurs sont dites « amentifères »,. Du point de vue taxonomique, le groupe des  Amentiferae  est plus connu sous le terme de Hamamelididae. Cette sous-classe est cependant obsolète dans la classification phylogénétique car elle constitue un groupe polyphylétique.
Il peut s’agir d’inflorescences simples, en fait des épis particuliers, comme chez le saule. Les fleurs mâles et femelles sont séparées : il y a des chatons mâles et des chatons femelles. Ils portent des fleurs simplifiées insérées à l’aisselle des bractées, sans périanthe (c’est-à-dire ni pétales, ni sépales), les fleurs mâles sont réduites aux étamines, et les fleurs femelles aux ovaires.
Dans d’autres cas, ce sont des inflorescences composées, comme chez le bouleau (où le chaton est un épi de cyme) et dont le pollen jaillit par bouffées.
Les chatons apparaissent au printemps, parfois avant l’apparition des feuilles.
Chez les amentifères, la pollinisation est anémophile, c’est-à-dire que le transport du pollen, très abondant, est tributaire du vent. C’est pour l’homme une source d’allergies.
Chez le ginkgo, inflorescences mâles et femelles sont présentes sur des individus séparés (diécie) : les individus mâles portent des chatons et les individus femelles des ovules non inclus dans une graine.

## Exemple de divers chatons

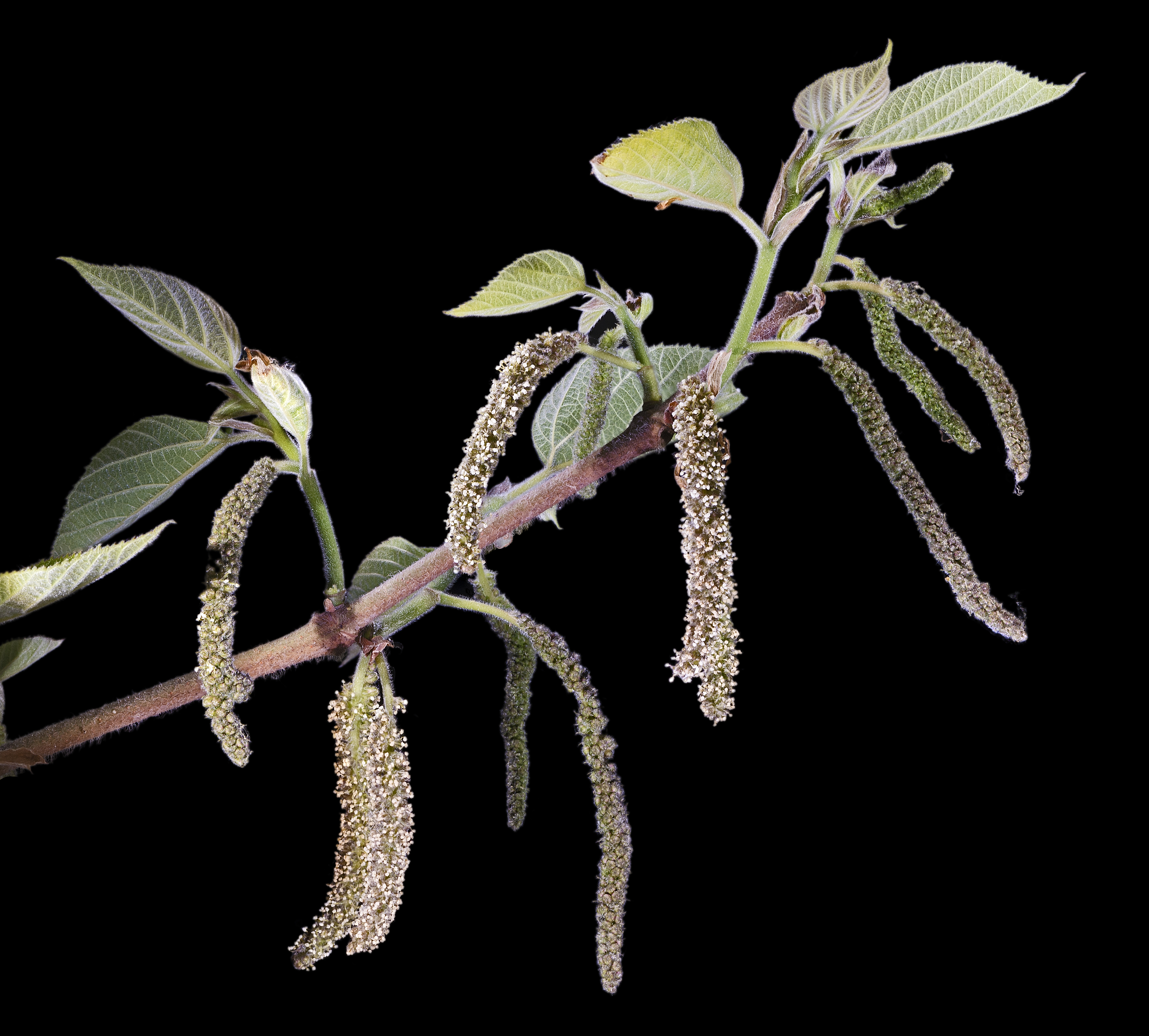
Chatons mâles de mûrier à papier.
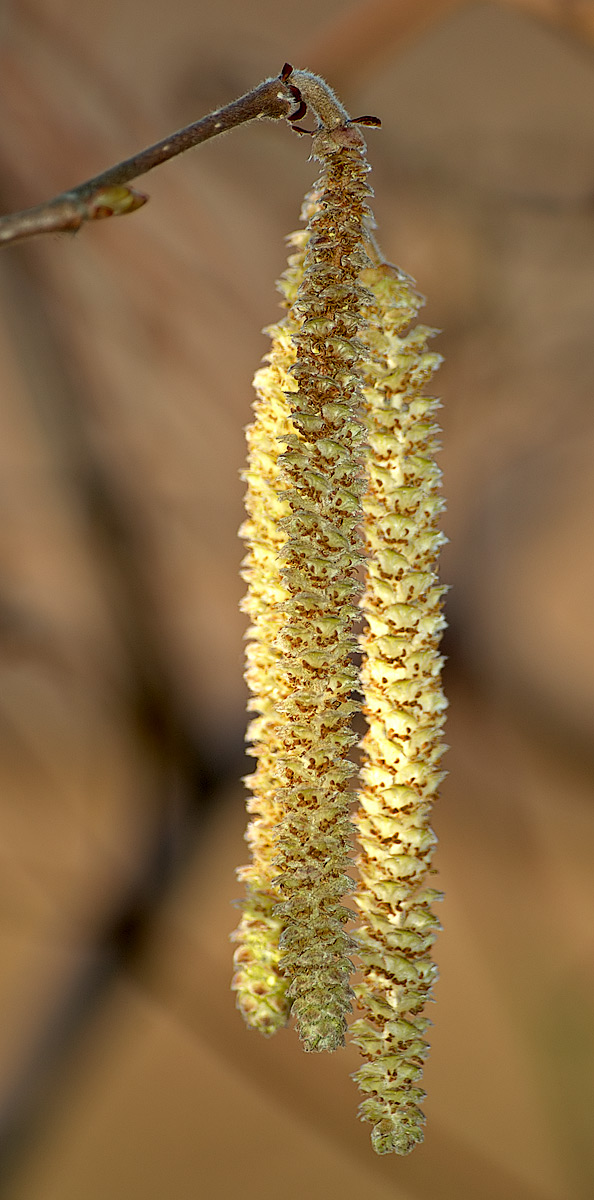
Chatons mâles de noisetier.
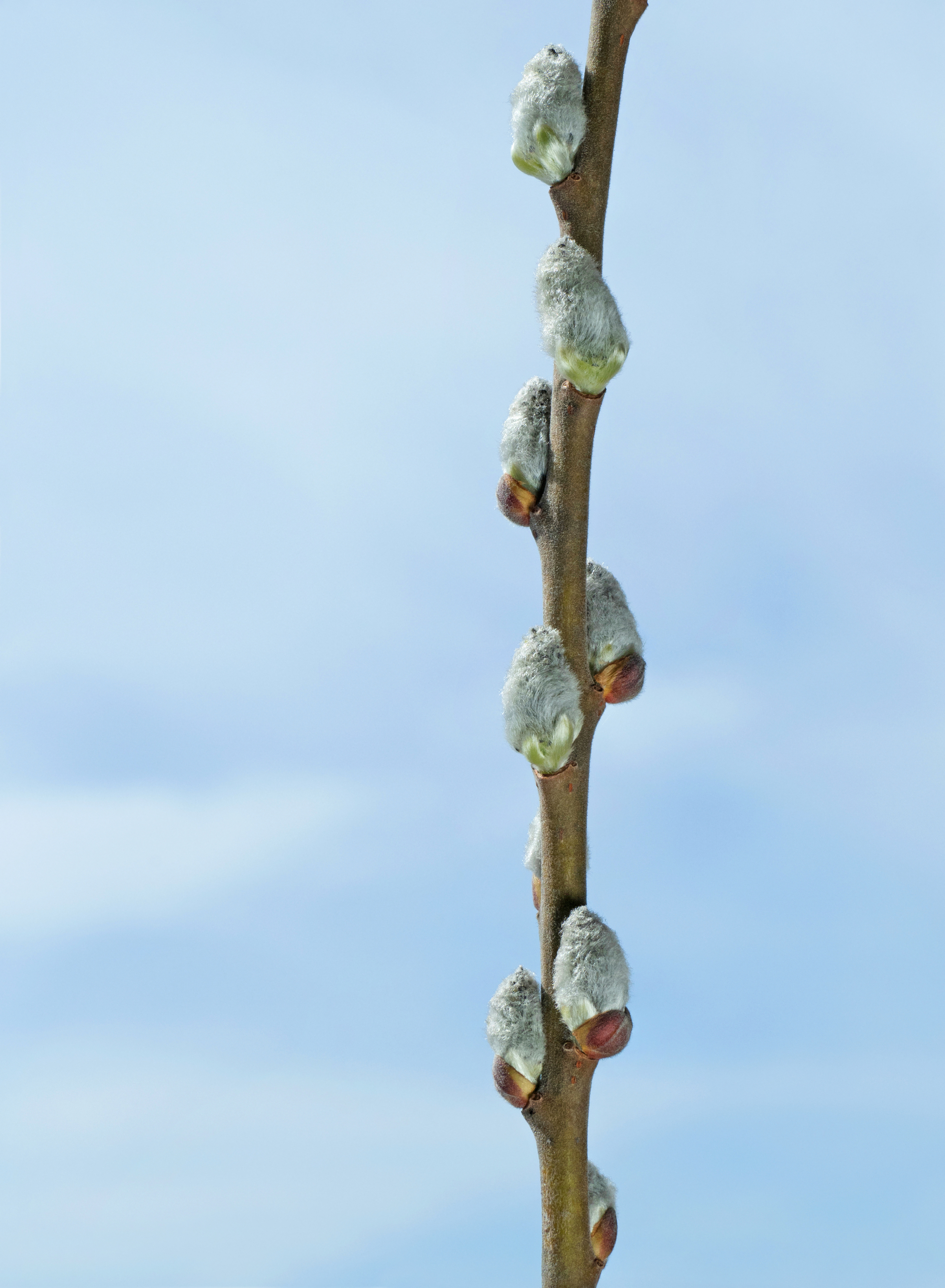
Chatons de saule.
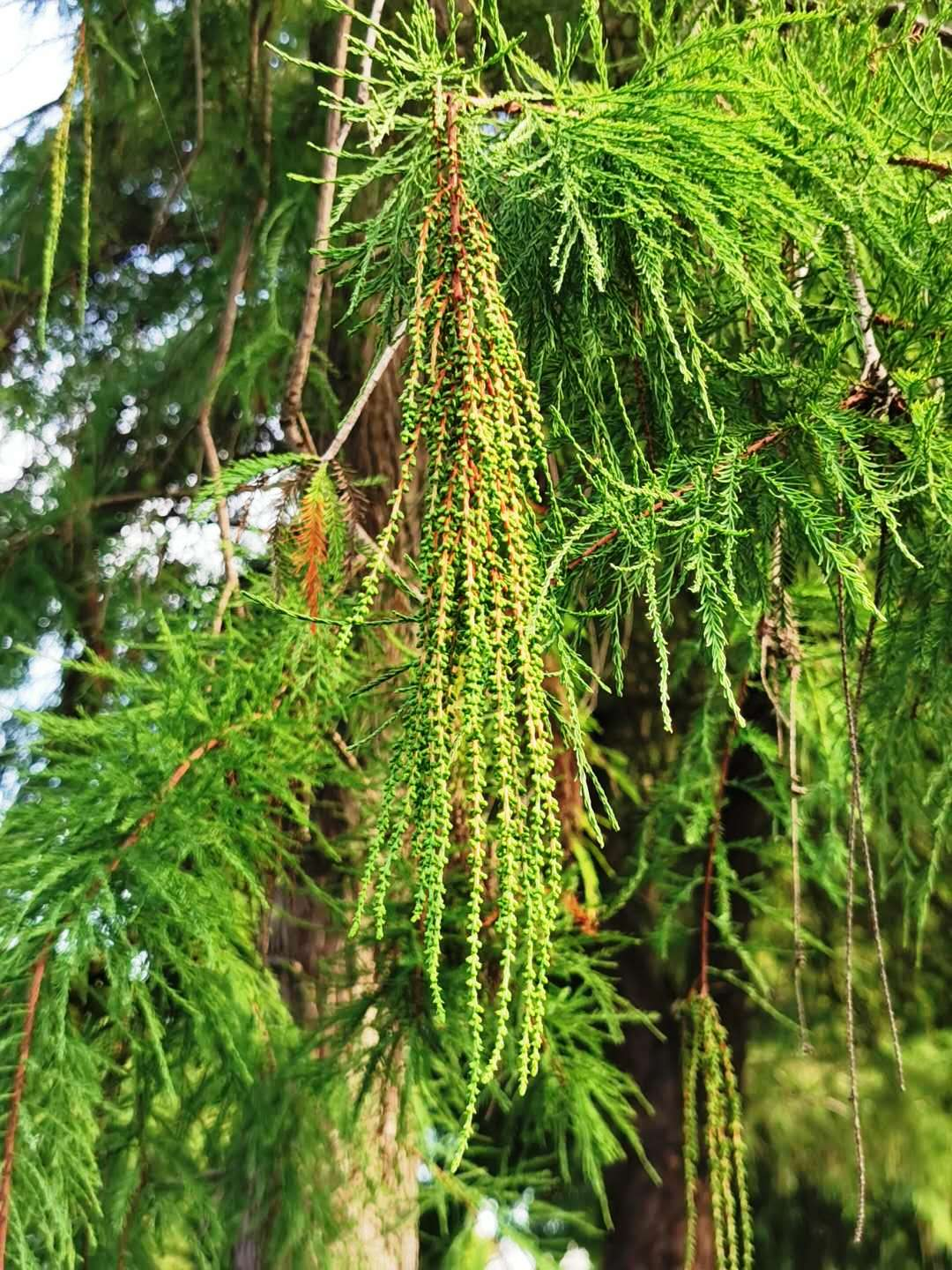
Chatons mâles de Taxodium distichum
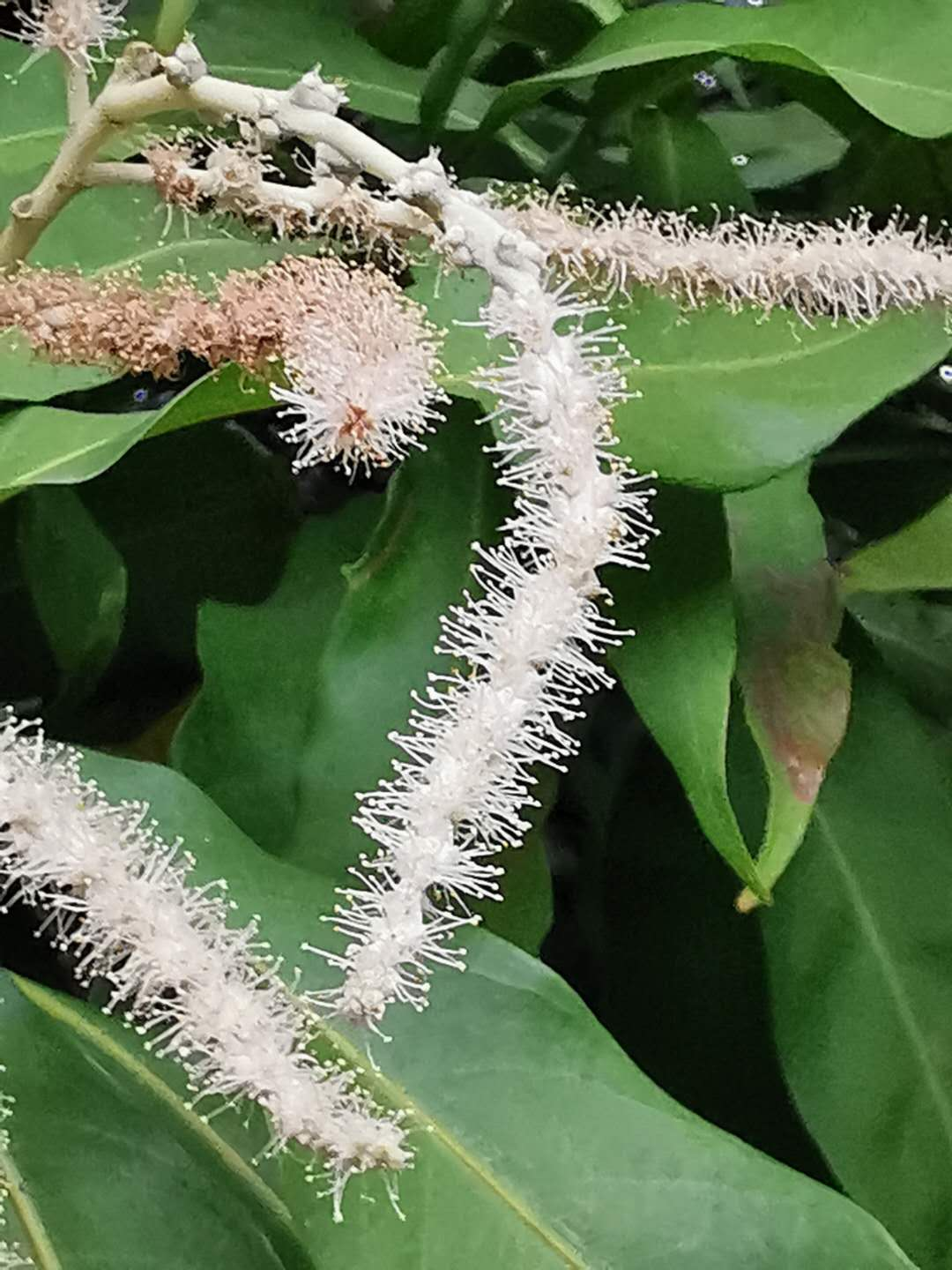
Chatons de Lithocarpus hancei.
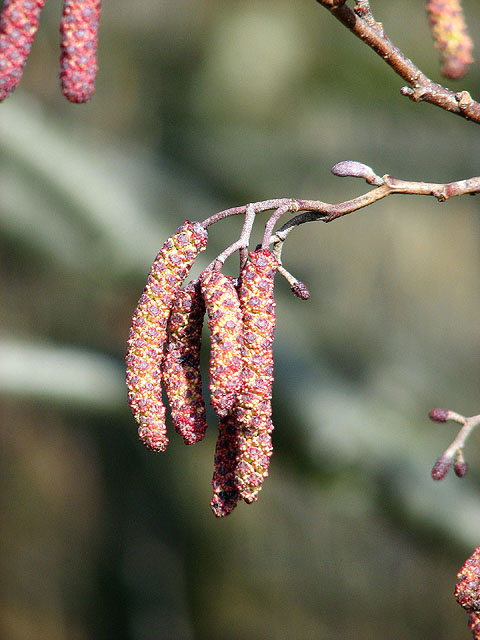
Chatons d'aulne.
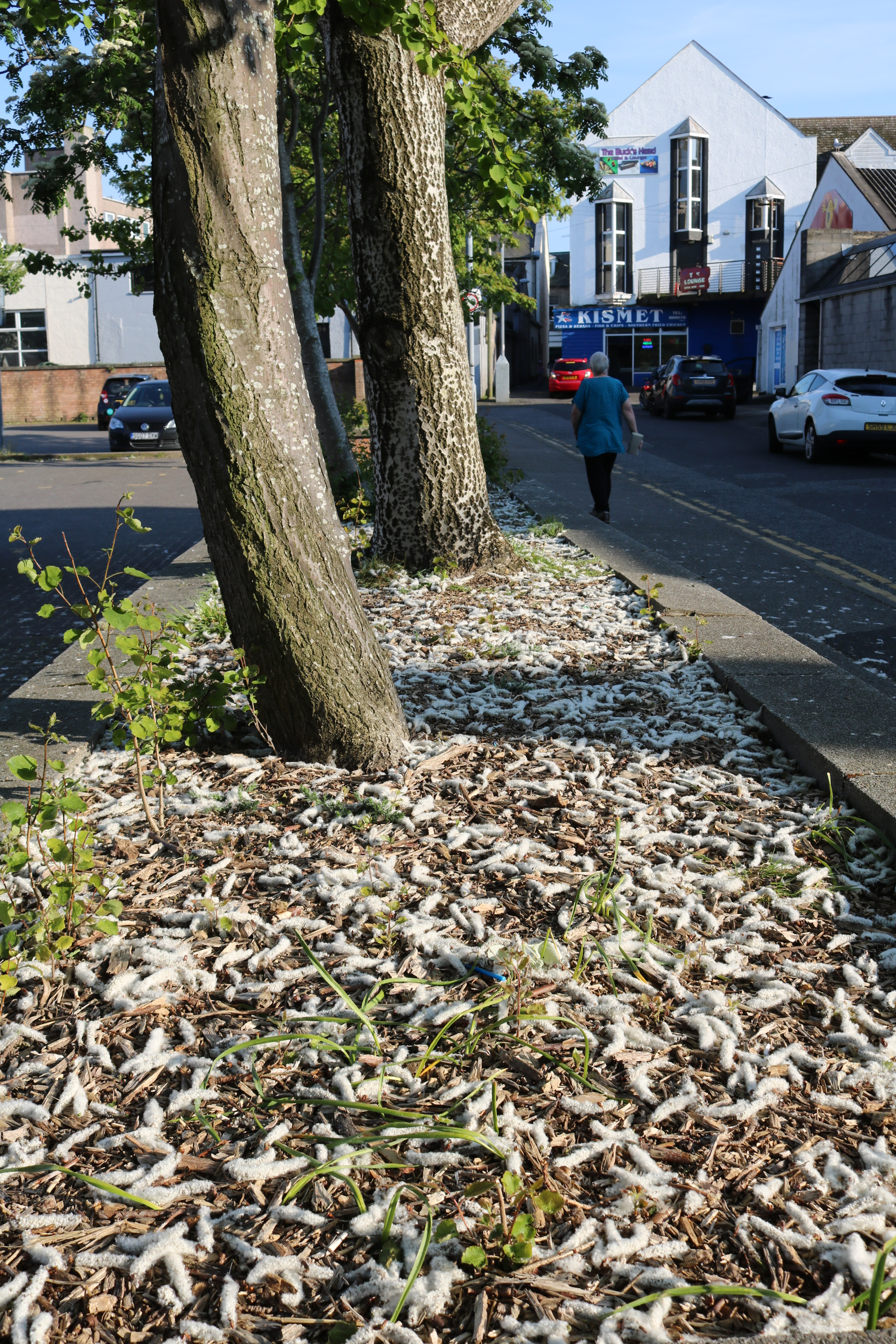
Sol couvert de chatons.